# Urbana (Ohio)
Urbana é uma cidade localizada no estado norte-americano de Ohio, no Condado de Champaign.

## Demografia
Segundo o censo norte-americano de 2000, a sua população era de 11.613 habitantes.
Em 2006, foi estimada uma população de 11.586, um decréscimo de 27 (-0.2%).

## Geografia
De acordo com o United States Census Bureau tem uma área de
17,7 km², dos quais 17,7 km² cobertos por terra e 0,0 km² cobertos por água. Urbana localiza-se a aproximadamente 224 m acima do nível do mar.

## Localidades na vizinhança
O diagrama seguinte representa as localidades num raio de 20 km ao redor de Urbana.